# 영천시의 지질

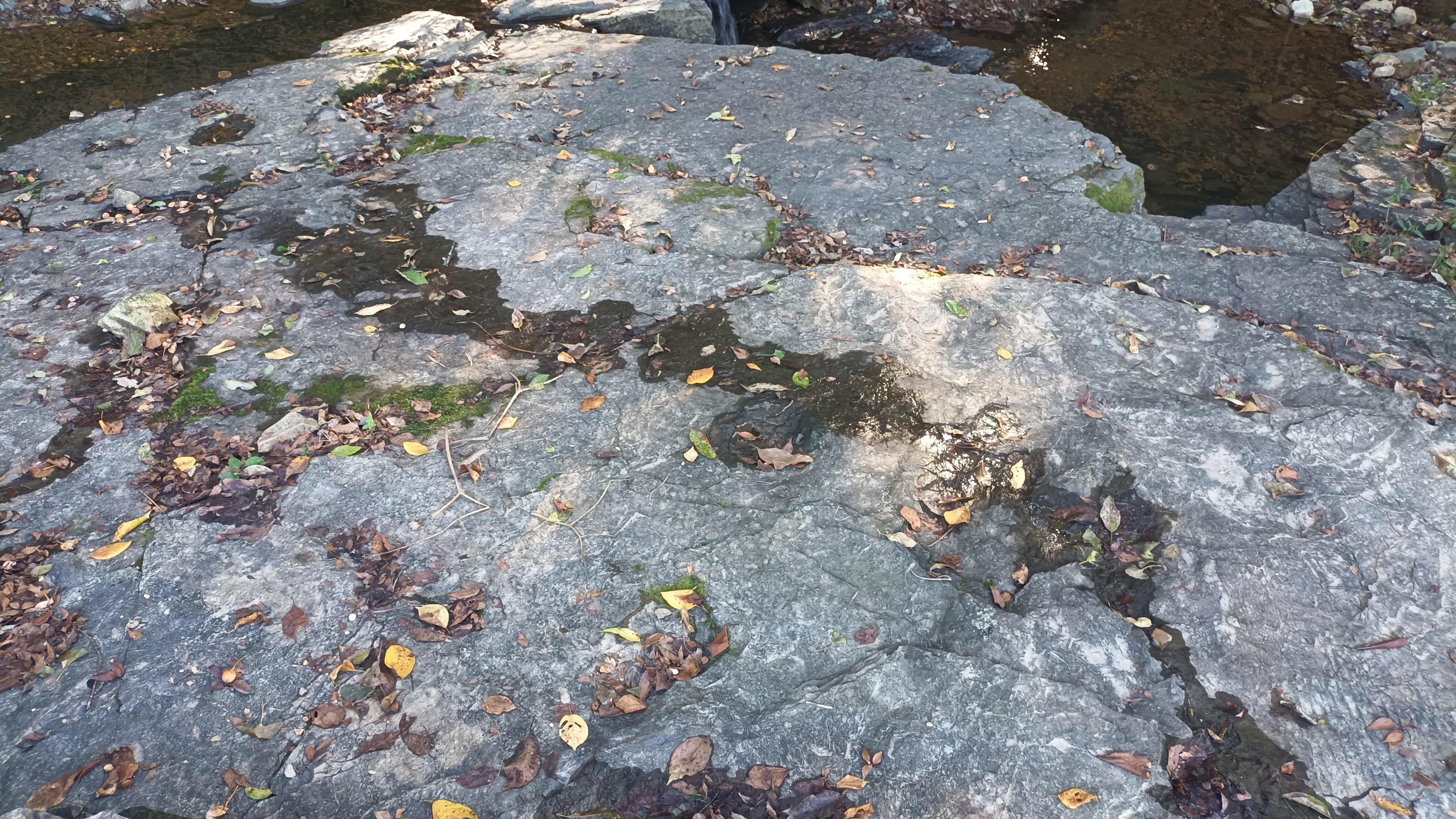
건천리층의 이구아노돈 공룡 발자국 화석

본 문서에서는 경상북도 영천시의 지질과 화석에 대해 설명한다. 

## 개요
중생대에 형성된 경상 분지 한가운데에 위치한 영천시는 지질의 대부분이 퇴적암 지층인 경상 누층군으로 구성되어 있으며, 서부 팔공산과 북부 보현산 일부 지역에 중생대에 관입한 화강암이 분포한다. 1:5만 지질도폭 상으로, 
- 대율 지질도폭(1980) 동부 (신녕면 서부, 팔공산)
- 신녕 지질도폭(1980) 남부 (신녕면 동부, 청통면 북부, 화산면, 화남면, 화북면, 임고면 서부, 보현산)[2]
- 기계 지질도폭(1975) 서부 (자양면, 영천호, 임고면 중·동부)[3]
- 영천-경주 지질도폭(1928) (청통면 남부, 영천시 시가지, 금호읍, 대창면, 북안면, 고경면)[4]

에 해당한다.

## 경상 누층군하양층군
경상 누층군 하양층군은 경상 누층군의 중부 층군으로, 화성 쇄설물을 함유하고, 대구, 영천지역을 중심으로 남-북으로 분포한다.
신령 지질도폭(1980)에 제시된 경상 누층군 지층 대비표
| 지역     | 영양 소분지         | 의성 소분지                       | 의성 소분지       | 유천 소분지             | 유천 소분지             | 유천 소분지         |
| -------- | ------------------- | --------------------------------- | ----------------- | ----------------------- | ----------------------- | ------------------- |
| 도폭     | 도계동, 평해, 영양  | 의성, 구산동                      | 신령 (1980)       | 대구, 영천, 경주 (1928) | 대구, 영천, 경주 (1928) | 진동, 의령          |
| 화성암   | 산성 및 염기성 맥암 | 산성 및 염기성 맥암               | 산성 및 중성 맥암 | 산성 및 염기성 맥암     | 산성 및 염기성 맥암     | 산성 및 염기성 맥암 |
| 화성암   | -                   | 석영몬조니암 (화강)섬록암         | 화강암류          | 불국사 화강암           | 불국사 화강암           | (화강)섬록암        |
| 화성암   | -                   | 산성 화산암 중성 및 염기성 화산암 | 아화산암류        | 주사산 분암층           | 주사산 분암층           | 주산안산암질암      |
| 하양층군 | -                   | 신양동층                          | 화산층            | 건천리층                | 건천리층                | 진동층              |
| 하양층군 | -                   | 춘산층                            | 반야월층          | 대구층                  | 반야월층                | 진동층              |
| 하양층군 | 도계동층            | 사곡층                            | 함안층            | 대구층                  | 함안층                  | 함안층              |

기계 지질도폭(1975)에 제시된 경상 누층군 지층 대비표
| 왜관, 대구, 영천, 경주 (1929, 立岩巖) | 왜관, 대구, 영천, 경주 (1929, 立岩巖) | 마산도폭 (1963)                                                                       | 마산도폭 (1963) | 경산도폭 (1971)                                         | 경산도폭 (1971)                                         | 경산도폭 (1971)      | 한국의 지질계통확립을 위한 조사연구 (1973, R-73-51) | 한국의 지질계통확립을 위한 조사연구 (1973, R-73-51) | 한국의 지질계통확립을 위한 조사연구 (1973, R-73-51) | 한국의 지질계통확립을 위한 조사연구 (1973, R-73-51) | 한국의 지질계통확립을 위한 조사연구 (1973, R-73-51) | 25만분의 1 지질도 범례 (1973, 국립지질광물연구소)                          | 25만분의 1 지질도 범례 (1973, 국립지질광물연구소) | 경상분지전역 (1975, 장기홍) | 경상분지전역 (1975, 장기홍) | 기계도폭 (1975)                                          | 기계도폭 (1975)                                    | 기계도폭 (1975)      |
| ------------------------------------- | ------------------------------------- | ------------------------------------------------------------------------------------- | --------------- | ------------------------------------------------------- | ------------------------------------------------------- | -------------------- | --------------------------------------------------- | --------------------------------------------------- | --------------------------------------------------- | --------------------------------------------------- | --------------------------------------------------- | -------------------------------------------------------------------------- | ------------------------------------------------- | --------------------------- | --------------------------- | -------------------------------------------------------- | -------------------------------------------------- | -------------------- |
| 산성맥암 분암 석영반암 화강암 섬록암  | 불 국 사 통                           | 염기성 맥암 석영반암, 규장반암 장석반암(斑巖) 흑운모화강암 각섬석화강암 마산암 섬록암 | 불 국 사 통     | 산성/중성맥암 규장암류 석영몬조나이트 화강반암류 섬록암 | 산성/중성맥암 규장암류 석영몬조나이트 화강반암류 섬록암 | 불 국 사 화 성 암 류 | 불국사 화성암군                                     | 불국사 화성암군                                     | 불국사 화성암군                                     | 불국사 화성암군                                     | 불국사 화성암군                                     | 마산암류 반암류, 기타 불국사화강암 중섬/염기성 심성암류 산성/중성 화산암류 | 백 악 기 화 성 암 류                              |                             |                             | 중성암맥 화강반암 흑운모화강암 각섬석화강암 섬록암       | 중성암맥 화강반암 흑운모화강암 각섬석화강암 섬록암 | 불 국 사 화 성 암 류 |
| 주사산 분암층                         | 신 라 통                              | 주산 안산암질층                                                                       | 신 라 통        | 관입석영안산암질 각력암 유동안산암질각력암 안산암질암   | 관입석영안산암질 각력암 유동안산암질각력암 안산암질암   | 신 라 통             | 자양산층                                            | 자양산층                                            | 팔 달 응 회 암                                      | 주 사 산 아 층 군                                   | 신 라 층 군                                         | 마산암류 반암류, 기타 불국사화강암 중섬/염기성 심성암류 산성/중성 화산암류 | 백 악 기 화 성 암 류                              | 유천층군                    | 유천층군                    | 조립안산암 석영안산암 화산각력암 유문암 각력상(狀)응회암 | 주 사 산 화 산 암 류                               | 신 라 층 군          |
| 주사산 분암층                         | 신 라 통                              | 팔룡산응회암                                                                          | 신 라 통        | 자양산층                                                | 자양산층                                                | 신 라 통             | 자양산층                                            | 자양산층                                            | 팔 달 응 회 암                                      | 주 사 산 아 층 군                                   | 신 라 층 군                                         | 상부                                                                       | 신 라 층 군                                       | 유천층군                    | 유천층군                    | 조립안산암 석영안산암 화산각력암 유문암 각력상(狀)응회암 | 주 사 산 화 산 암 류                               | 신 라 층 군          |
| 건천리층                              | 신 라 통                              | 진동층                                                                                | 신 라 통        | 자인층                                                  | 대 구 층 군                                             | 신 라 통             | 건천리층                                            | 건천리층                                            | 진 동 층                                            | 영 천 아 층 군                                      | 신 라 층 군                                         | 상부                                                                       | 신 라 층 군                                       | 진동아층군                  | 하 양 층 군                 | 결층                                                     | 영 천 아 층 군                                     | 신 라 층 군          |
| 채약산분암층                          | 신 라 통                              | 함안층상부                                                                            | 신 라 통        | 자인층                                                  | 대 구 층 군                                             | 신 라 통             | 채약산화산암층                                      | 채약산화산암층                                      | 진 동 층                                            | 영 천 아 층 군                                      | 신 라 층 군                                         | 상부                                                                       | 신 라 층 군                                       | 진동아층군                  | 하 양 층 군                 | 결층                                                     | 영 천 아 층 군                                     | 신 라 층 군          |
| 대구층                                | 신 라 통                              | 함안 안산암                                                                           | 신 라 통        | 반야월층                                                | 대 구 층 군                                             | 신 라 통             | 송내동부층                                          | 대 구 층                                            | 진 동 층                                            | 영 천 아 층 군                                      | 신 라 층 군                                         | 상부                                                                       | 신 라 층 군                                       | 진동아층군                  | 하 양 층 군                 | 대구층                                                   | 영 천 아 층 군                                     | 신 라 층 군          |
| 대구층                                | 신 라 통                              | 함안층 하부                                                                           | 신 라 통        | 함안층                                                  | 대 구 층 군                                             | 신 라 통             | 반야월부층                                          | 대 구 층                                            | 진 동 층                                            | 영 천 아 층 군                                      | 신 라 층 군                                         | 하부                                                                       | 신 라 층 군                                       | 의령아층군                  | 하 양 층 군                 | 대구층                                                   | 영 천 아 층 군                                     | 신 라 층 군          |
| 학봉분암층                            | 신 라 통                              | -                                                                                     | -               | -                                                       | -                                                       | -                    | 함안부층                                            | 대 구 층                                            | 진 동 층                                            | 영 천 아 층 군                                      | 신 라 층 군                                         | 하부                                                                       | 신 라 층 군                                       | 의령아층군                  | 하 양 층 군                 | -                                                        | -                                                  | -                    |
| 신라역암층                            | 신 라 통                              | -                                                                                     | -               | -                                                       | -                                                       | -                    | 학봉화산암층                                        | 학봉화산암층                                        | 진 동 층                                            | 영 천 아 층 군                                      | 신 라 층 군                                         | 하부                                                                       | 신 라 층 군                                       | 의령아층군                  | 하 양 층 군                 | -                                                        | -                                                  | -                    |
| 칠곡층                                | 낙 동 통                              | -                                                                                     | -               | -                                                       | -                                                       | -                    | 팔달역암층                                          | 팔달역암층                                          | 팔달역암층                                          | 영 천 아 층 군                                      | 신 라 층 군                                         | 하부                                                                       | 신 라 층 군                                       | 의령아층군                  | 하 양 층 군                 | -                                                        | -                                                  | -                    |
| 동명층                                | 낙 동 통                              | -                                                                                     | -               | -                                                       | -                                                       | -                    | 칠곡층                                              | 칠곡층                                              | 칠곡층                                              | 낙 동 층 군                                         | 낙 동 층 군                                         | 상부                                                                       | 낙 동 층 군                                       | 칠곡아층군                  | 하 양 층 군                 | -                                                        | -                                                  | -                    |
| 하산동층                              | 낙 동 통                              | -                                                                                     | -               | -                                                       | -                                                       | -                    | 동명층                                              | 동명층                                              | 동명층                                              | 낙 동 층 군                                         | 낙 동 층 군                                         | 상부                                                                       | 낙 동 층 군                                       | 신동층군                    | 신동층군                    | -                                                        | -                                                  | -                    |
| 연화동층                              | 낙 동 통                              | -                                                                                     | -               | -                                                       | -                                                       | -                    | 하산동층                                            | 하산동층                                            | 하산동층                                            | 낙 동 층 군                                         | 낙 동 층 군                                         | 하부                                                                       | 낙 동 층 군                                       | 신동층군                    | 신동층군                    | -                                                        | -                                                  | -                    |
| 연화동층                              | 낙 동 통                              | -                                                                                     | -               | -                                                       | -                                                       | -                    | 연화동층                                            |                                                     |                                                     | 낙 동 층 군                                         | 낙 동 층 군                                         | 하부                                                                       | 낙 동 층 군                                       | 신동층군                    | 신동층군                    | -                                                        | -                                                  | -                    |

### 대구층
대구층(Daegu formation, Taikyu formation, 大邱層)은 대구광역시를 중심으로 그 동부인 영천시, 경주시 등지에 넓게 분포하는 지층이다. 이 지층은 1928년 대구, 영천, 경주도폭에서 정의 되었으며 다테이와 이와오(立岩巖)는 1929년 경주도폭과 영천도폭에서 채약산 분암층을 기준으로 그 상·하위의 지층을 각각 건천리층과 대구층으로 구분하였다. 
영천시의 대부분을 차지하는 대구층은 주로 이암과 셰일로 구성되어 있으며 알코스질 사암이 협재된다. 암석의 색은 주로 붉은색을 띠며(reddish) 곳에 따라 어두운(blackish) 색을 띤다. 두께는 2,000 m에 달하며 남동쪽으로 약간 기울어 있다. 연흔과 건열이 흔하게 나타나며 흑색 셰일은 드물게 유기물(organic remains)을 포함한다. 1975년 장기홍은 대구층의 하부는 함안층에, 상부는 반야월층에 대비하였다. 대구층의 퇴적 시기를 결정하는 절대 연령 분석은 이루어진 바는 없지만 이와 대비되는 함안층의 지질시대는 암층서상 상위와 하위에 위치한 지층의 연대를 분석한 결과를 고려할 때, 백악기 후기인 알비안(Albian; 약 1억~1억 천만년 전)에 해당될 것이다.
기계 지질도폭(1975)에 의하면 영천시 북동부―자양면 남부와 임고면, 고경면 북부―에 분포하는 본 지층은 암회색, 녹회색, 암흑색 및 자색(赭色) 셰일 및 사질 셰일, 회색의 세립 
사암과 이암 그리고 화성암 접촉부에서 변성 작용을 받고 혼펠스화 된 셰일로 구분되는데, 주요 구성 암석은 셰일 및 사질셰일과 혼펠스화된 셰일이다. 바로 밑의 영천 지질도폭(1928)에서는 채약산 분암층을 기준으로 상, 하위 지층을 각각 건천리층과 대구층으로 구분하였으나, 본 지역에서는 건천리층을 설정할 수 있는 중간의 화산암층이 발견되지 않았다. 
일반적으로 경상 누층군의 상부는 퇴적기 중간 화산 활동의 영향을 받고 화산 분출물이 협재되거나, 퇴적물 중에 화산 기원의 물질이 다량으로 포함되어 구성이 조악해진 부분이 자주 발달하는 경향이 있으나 대구층은 그러한 현상이 관찰되지 않았다. 사질(沙質)암이 드물고 셰일 위주인 본 지층은 비교적 정온(靜穩)한 퇴적 환경에서 형성되었으며, 퇴적 후 융기와 상당 기간의 침식 작용을 거쳤다가 주사산 화산 활동과 불국사 조산운동의 화강암 관입 작용을 받은 것으로 보인다. 
임고면 일대 지역에서는 임고면 금대리, 사리를 지나는 임고천을 경계로 그 북쪽의 자양면 지역에서는 습곡 구조를, 남쪽의 지역에서는 단사(單斜) 구조를 이루며, 고경면 삼포리를 통과하는 북동 주향의 삼포 단층 부근에서는 교란된 지층 구조를 보여주고 있다. 금대리 북쪽, 자양면 영천호 동쪽에 동-서 방향으로 발달하는 습곡 구조는 노항리, 신방리 북쪽 능선과 남쪽 능선에 각각 능선과 일치하게 발달하는 배사, 향사 구조로 구성된다. 이중 북쪽의 향사는 삼귀동(三龜洞) 향사, 남쪽의 배사는 노항동(魯巷洞) 배사로 명명되어 있다. 습곡 날개 부분의 경사는 10~20°내외로서 완사(緩斜) 습곡이다. 기계도폭 남부, 임고면 효리-고경면 상덕리-삼포리에 이르는 지역에서는 층리 구조가 서에서 동으로 가면서 주향이 북동 60~80°→동-서→북서 50~80°인 활형[弓形]으로 변하며 경사는 남쪽으로 10°인 단사 구조를 보인다. 
이러한 지층 구조는 노항동 배사부에서 하부층을 노출케 하고 이 배사부를 사이에 두고 북쪽과 남쪽 지역에 같은 층준의 상부층 암상(巖相)을 분포하게 하였다. 하부층의 암상은 주로 암회색과 암흑색 셰일 및 사질셰일이며 층리가 없는 암흑색의 이암이 부분적으로 발달한다. 하부층의 분포지는 임고면 수성리, 삼포리에 국한된다. 상부층의 분포는 삼귀동 향사부의 산 능선과 금대리를 지나는 경계 하천의 남쪽 일대로, 주로 녹회색 셰일과 호층상(互層狀)의 암회색 셰일로 구성되고 하부층으로 점이하면서 암회색 셰일이 증가한다.

### 함안층
대구층 하부에 해당하는 함안층(Haman formation, 咸安層)은 노고산 환상단층의 남측을 따라 화남면 월곡리에서 귀호리, 신녕면 왕산리, 부산리에 이르기까지 분포한다. 함안층의 하부는 노고산 환상단층에 의해 절단되어 영천시 내에는 분포하지 않는다. 본 지층은 반야월층의 하부에 나타나 그의 두께로 보아 함안층으로 인정되었으며 사곡층과 춘산층의 하부를 함유한 적색층에 대비된다. 그리고 영양 소분지의 도계동층에 대비된다. 본 지층의 상부에서는 녹회색층과 호층(互層)을 이루며 녹회색층이 우세한 반야월층으로 점이된다. 본 지층은 주로 산화(酸化)형 적색층으로 되어 있음이 특징이며 실트스톤과 셰일로 구성되어 있다. 본 지층의 상부에는 연속성이 불량한 재운반된 응회질 사암을 협재하기도 한다. 신녕면 남서부에서는 팔공산 화강암체의 관입에 의해 본 지층은 접촉 변성 작용을 받아 혼펠스로 변질되었다. 이들은 치밀 견고하며 세립의 적철석으로 재결정되어 흔히 암흑색 내지 암회색을 띠나 희미한 적색의 흔적을 남기기도 한다. 영천시에는 함안층의 하부가 분포하지 않으므로 본 지층의 총 두께는 알 수 없으나 화남동-신령 단층 상에서는 1,300 m 로 나타나 최소한 그 이상에 달할 것으로 생각된다.

### 반야월층
대구층 상부에 해당하는 반야월층(Ksbw; Kyeongsang supergroup hayang group banyawol formation, 半夜月層)은 봉림산-용암산을 잇는 노고산 환상단층 바깥쪽에서 함안층과 점이적이고 정합적인 관계를 가지며 영천시 중부 지역에 넓게 분포한다. 노고산 환상단층 안쪽에서는 향사 습곡 구조에 의하여 환상단층을 따라 소규모 분포한다. 환상 단층 안쪽에서 본 층은 화산층과 점이적 관계를 갖고 정합으로 접하나 양자간의 명확한 경계를 설정하기 곤란하다. 본 지층은 주로 녹회색 내지 암회색 셰일과 실트스톤으로 구성되어 있으며 두께 1 m 이하, 보통 20 cm 내외의 담수성 석회암층을 협재한다. 하위의 함안층과의 경계부에서는 적색층과 호층대를 이루고 있어 본 지층의 하부에는 적색 셰일 및 실트스톤이 협재되어 있다. 청통면 남서부 팔공산 지역과 화북면 북동부 보현산 주변 지역에서는 화강암의 관입에 의한 열변성작용에 의하여 혼펠스로 형성되었으며 그 접촉대의 너비는 약 5 km 에 달하는 곳도 있다. 변성도가 높은 화북면 북동부 화강암과의 접촉 지역에서는 암회색 내지 암흑색의 치밀한 바탕 속에 변정(變晶)의 장석이 생겨 안산암과 유사한 외관을 갖기도 한다. 이들 혼펠스는 풍화와 침식에 대한 저항력이 강해 매우 험준한 고산 지형을 형성한다. 본 지층은 노고산 환상단층 바깥쪽과 신녕면에서 하위에 있는 함안층과 접하여 그 하한은 알 수 없으며 노고산 환상단층 안쪽에서는 하부가 단층에 의해 절단되고 상한만이 나타나므로 본 지층의 정확한 두께를 알기는 곤란하다. 그러나 1,500 m 이상에 달할 것으로 생각된다.

### 건천리층과 화석
모량 지질도폭(1971)에 의하면 경주시 건천읍 화천리, 모량리와 산내면 감산리, 내일리, 의곡리에 분포하고 있다. 건천리층에 대하여 다테이와 이와오(立岩巖, 1929)는 채약산 분암층을 정합적으로 피복하고, 주사산 안산암에 의해 관입당하고 있다고 설명하고 있다. 건천리층의 주향과 경사는 곳에 따라 다르다. 건천읍 화천리의 모량 단층을 중심으로 그 동쪽의 벽도산 부근에서는 북서 15°및 남서 22°, 본 층의 남부 529 m 고지 부근에서는 북동 70°및 남동 12°로서 다소 변한다. 모량 단층 서쪽에서는 일반적으로 주향이 북서 15~45°및 경사는 남서 8~15°이다.
이구아노돈 공룡 발자국 화석

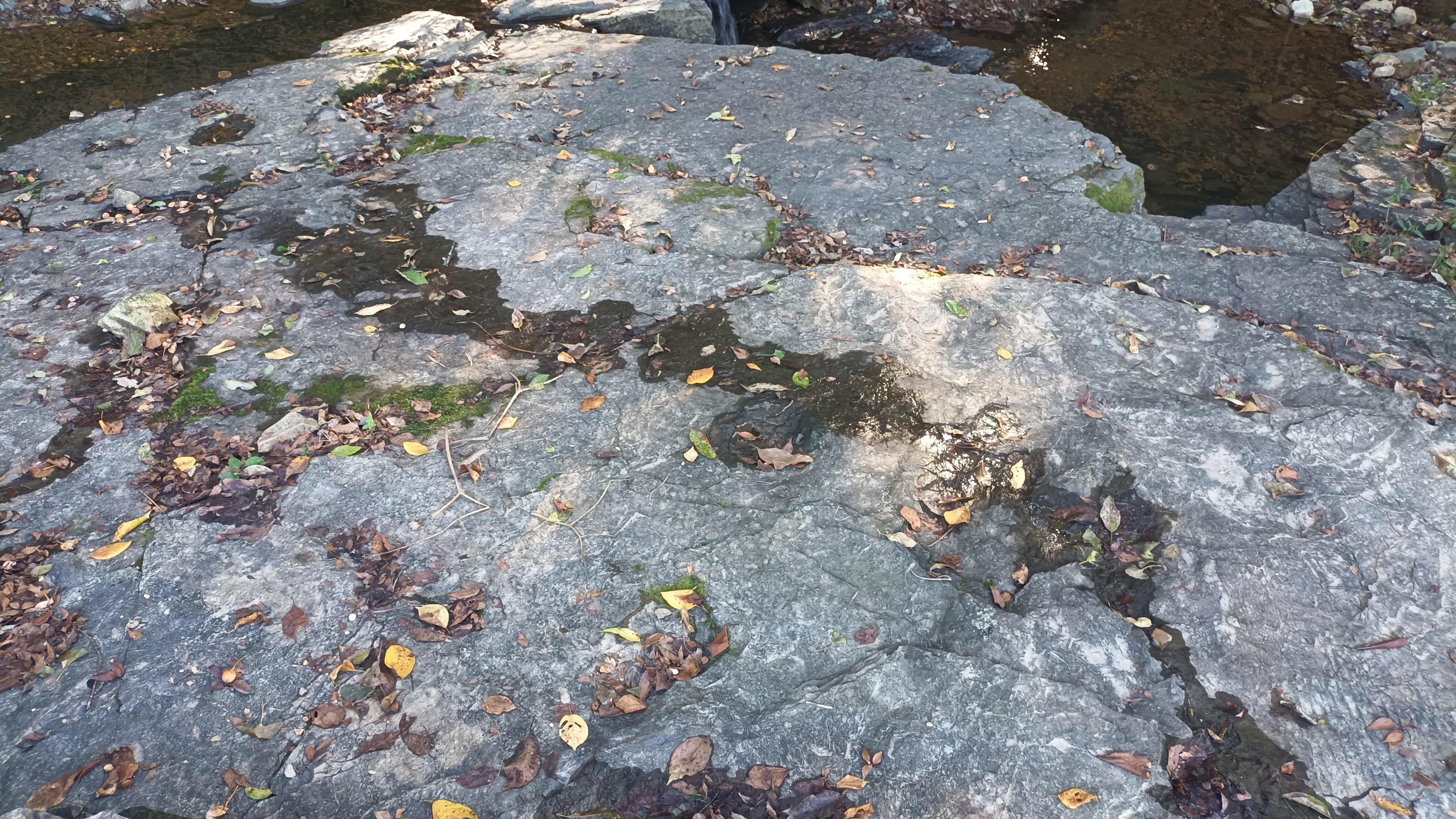
회색의 건천리층과 공룡 발자국 화석

영천시 대창면 용호리 14에 위치한 영지사(도로명주소: 영천시 대창면 영지길 471) 입구에는 사진과 같이 공룡 발자국의 화석이 드러나 있다. 주차장과 간단한 표지판이 있으며 화석은 이구아노돈 계통의 공룡으로 12개 정도 드러나 있다.
기타 화석
하부 건천리층에서 다량의 Charophyte 화석이 산출되었으며 이들은 4속 6종으로 분류되었다. 이 화석에 의해 건천리층의 지질시대는 백악기 압트절(Aptian) 내지 알비절(Albian)에 해당할 것으로 보인다.
건천-아화 지역에 분포하는 건천리층으로부터 총 18속 32종의 포자화분화석이 보고되었다. 화석군의 특징으로 보아 건천리층의 지질시대는 백악기 압트절(Aptian) 내지 알비절(Albian)에 대비되고 Corollina와 Ephedripites 포자화분 화석군이 지시하는 건천리층 퇴적 당시의 기후는 온난 건조했던 것으로 추정된다.
장기홍(1989)은 경주시 서면 운대리 지역에서 윤조화석 Obtusochara cylindrica, Obtusochara sp., Mesochara sp.을 발견하였다.

### 화산층
화산층(Hwasan formation, 華山層)은 군위군 삼국유사면 괴산리와 영천시 신녕면 가천리의 경계에 위치한 화산[華山]을 중심으로, 그 주변을 환형[環形]으로 둘러싸는 노고산 환상(環狀)단층 안쪽에 반원형으로 분포하는 지층이다. 전체가 혼펠스로 변성되어 풍화, 침식에 대한 저항력이 강해 고산 지형을 이룬다. 화산층 주로 암회색 내지 흑색 혼펠스로 구성되며 매우 치밀하고 엽리가 발달되어 있다. 엽리는 엷은 색과 어두운 색의 띠가 대상(帶狀) 구조를 이룬다. 군위군 고로면 화수동 부근 국도 제28호선 도로상에 노출된 담수성 석회암층에는 담수성 석회조(石灰藻) 화석이 발견된다. 본 지층은 하위에 있는 반야월층과 점이적이고 정합적인 관계가 있고 흑색이고 엽리가 매우 발달되어 있어 유천 소분지에서의 자인층(건천리층)에 대비되는 것으로 추정된다. 화산층은 상한이 존재하지 않아 전체 두께를 알 수 없으나 800 m 이상으로 추정된다. 화산층의 혼펠스는 반야월층의 것과 유사하다.
영천시의 화산층
- 장수로 2491 동쪽
북위 36° 05′ 48.0″ 동경 128° 44′ 53.0″ / 북위 36.096667°  동경 128.748056°
- 북위 36° 06′ 15.0″ 동경 128° 44′ 56.0″ / 북위 36.104167°  동경 128.748889°

## 중생대 유천층군 및 화성암류
경상 누층군 유천층군과 화강암류를 포함하는 중생대 화성암류는 영천시 북동부 보현산(1126.5 m)과 기룡산(965.5 m), 신녕면 북부 화산(827.1 m)과 남서부 팔공산(1192.3 m) 주변, 영천시 남부 경산시, 청도군과의 경계 지역에 소규모 분포한다.

### 주사산 화산암류
주사산 화산암류(朱砂山火山巖類)는 영천호 주변을 제외한 자양면의 대부분 지역과 임고면의 동부 포항시와의 경계 지역에 분포하며 화산각력암(Kvb)과 치밀안산암(Kdan), 석영안산암(Kqm), 조립안산암(Kcan)이 영천시 내에 분포한다.
- 화산각력암은 자양면 일대에 넓게 분포하며 풍화에 대한 저항력이 강하여 높고 험준한 산지를 형성한다. 자양면 남부에서 대구층과 접하고 접촉 관계는 부정합적으로 대구층이 퇴적 후 융기해 침식을 받고 있다가 본 암석이 분출해 대구층 위를 덮은 것으로 보인다. 두 암체의 산출 상태 역시 산체(山體)의 하부는 대구층이 상부는 화산각력암이 점유하고 있어 부정합적 피복을 표시하고 있다. 이 암체의 분출은 본 지역의 화산 활동 과정에서 가장 폭발적이고 격렬한 시기에 이루어졌을 것이다. 따라서 이 각력암은 대부분이 폭발적인 분출 각력암 내지 유동(流動) 각력암이며 관입 각력암은 드물다. 관입 각력암의 양상을 가장 잘 볼 수 있는 곳은 자양면 용산리와 용화리 부근의 하안(河岸)이다.[3]
- 조립안산암(Kcan)은 임고면 수성리와 자양면 삼귀리 일부 지역에 국지적으로 분포하고 있다. 이 지역에서는 소규모의 암주상(巖柱狀) 또는 맥상(脈狀)으로 대구층을 관입하고 있으며 관입당한 곳 주변에서는 화강암류보다는 약하나 다소 혼펠스화 되어 있다. 본 암석은 열수변질작용을 특징적으로 받고 있어 입상(粒狀) 안산암의 형태이다. 변질 이전의 암상(巖相)은 백악기 화산암류에서 볼 수 있는 반심성관입(半深成貫入) 안산암질암이다. 본 암석은 암녹색, 암갈색 및 담녹색을 띠고, 타 화산암류에 비해 비교적 조립질이며 그의 풍화토는 적갈색을 보인다. 풍화면에서도 사장석 반정(斑晶)이 쉽게 용식되어 곰보 같은 외양을 보이기도 한다. 본 암석에는 휘석, 각섬석 등의 유색 광물이 반정으로 또는 기질(基質) 중에 나타나며 이들로부터 기원한 녹니석과 녹렴석 등의 녹색 광물이 분포하여 암상에 있어 녹색을 많이 포함한다. 모두가 반상(斑狀) 조직을 가지는데 반정(斑晶)은 자형(自形) 내지 반자형의 거정(巨晶)인 사장석과 이보다 적은 각섬석 및 휘석류이며 사장석 외에 자철광립(粒)들이 발달한다.[3]

### 유문석영안산암
유문석영안산암(Krd)은 보현산의 정상부 능선을 따라 소규모 분포하는 암석이다. 담(淡)적갈색 내지 담황회색을 띠며 유상(流狀) 구조를 잘 나타낸다.

### 반려암
반려암은 영천시 화북면 죽전리 소재 방가산(694.1 m) 북측 산사면을 따라 타원형으로 소규모(1.5 km2) 분포하는 반려암이다. 남쪽, 화북면 자천리에서는 경상 누층군 반야월층을 관입하고 있으나 북쪽에서는 화강암류(Kgr)에 의해 관입당했다. 관입 접촉대의 화강암류 내에서는 반려암의 포획물이 발견되었다. 본 암석은 조립질 등립상(等粒狀)으로 암녹색을 띤다. 주요 구성 광물은 사장석, 휘석,  흑운모이다. 이 반려암은 산출 상태와 광물 조성으로 보아 경상 분지 내에 소규모로 분포하고 있는 다른 반려암과 동일 화성 활동시에 유래된 것으로 보인다.

### 자양-기룡산칼데라
영천시 북부 자양면의 기룡산(965.5 m) 지역은 하양층군 퇴적암류 위에 유천층군 화산암류가 놓이며 환상(環狀) 암맥이 발달되어 있는 칼데라 함몰 산악지역이다. 자양 칼데라 주변의 화산암류는 죽장 화산암층, 도일 유문암, 운주산 응회암, 환상 유문암맥 순서로 분류된다. 저어콘의 SHRIMP U-Pb 연대측정 결과 운주산 응회암은 칼데라 내부에서 66.65±0.96 Ma, 칼데라 외부에서 66.08±0.62 Ma의 분출연대를, 환상 유문암맥은 60.74±0.66 Ma의 관입연대를 나타낸다. 연대측정 결과에 의하면 자양 칼데라는 백악기 후기~고제3기 운주산 응회암의 폭발성 분출과 환상암맥 관입 사이인 66.08~60.74 Ma 사이에 함몰되었다.

### 불국사 화강암
흑운모 화강암(biotite granite)은 불국사 화강암에 속하는 백악기 화강암이며 자양면 보현리, 화북면 정각리와 보현호 주변, 화북면 죽전리와 상송리, 봉림산(698.1 m) 주변과 고경면 오룡리에 분포한다. 이 화강암류는 가음 단층의  지질학적 약대(弱帶)를 따라 관입하였으며 이후에도 단층의 활동이 계속되었으므로 단층에 의해 화강암은 변위되어 있다. 이 암석은 최대 폭 5 km 에 이르는 접촉대를 이루어 많은 퇴적암을 혼펠스로 변성시켰으며 조립질 등립상 조직을 보여준다. 주요 구성 광물은 석영, 사장석, 정장석, 각섬석, 흑운모이고 부 구성 광물은 자형(自形)의 인회석과 백운모, 모나자이트, 저어콘, 적철석, 갈철석, 티탄철석(신령도폭) 또는 각섬석, 자철석, 인회석(기계도폭) 등이 있다.

### 화강섬록반암
화강섬록반암(Kgdp; granite diorite porphyry, 花崗閃綠斑巖)은 고경면 삼포리의 일부 지역에 소규모 분포한다. 본 암석은 세립의 완정질(完晶質) 바탕에 유백색 장석과 주상(柱狀)의 섬록암 반정이 발달한 반상 조직을 갖고 전체적으로 담녹회색을 띤다. 주요 구성 광물은 사장석, 정장석, 석영, 각섬석 및 흑운모 등이며 부 구성 광물은 자철석, 저어콘 및 인회석 등이다. 변질 광물로선 견운모, 고령토, 녹니석 및 갈철석 등이다.

## 영천시의단층

### 신녕 단층

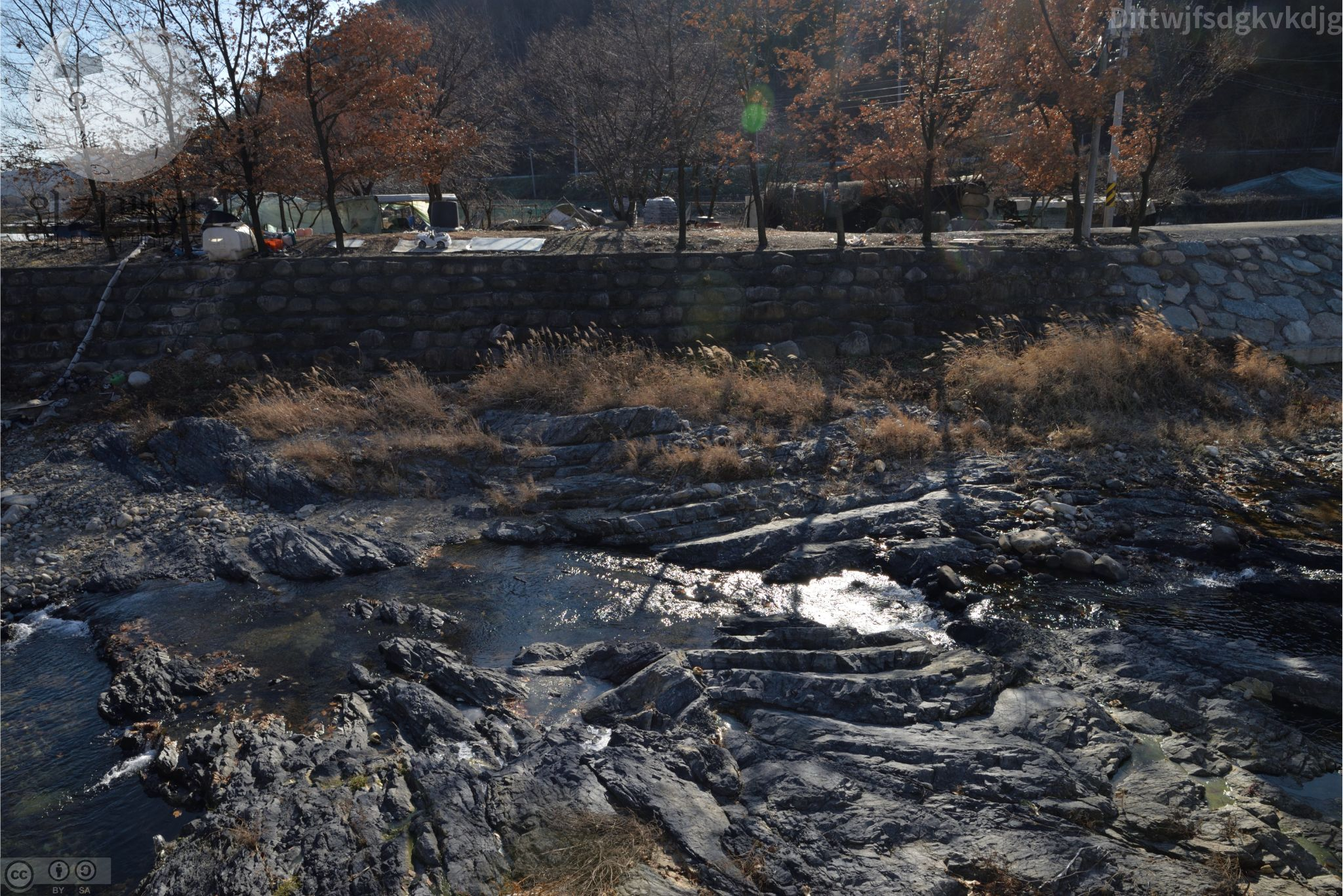
가음 단층대 신녕 단층 SN-1 노두

영천시 신녕면 부산리 지점(북위 36° 03′ 51.49″ 동경 128° 43′ 59.93″ / 북위 36.0643028°  동경 128.7333139° )에는 천영범(2018)에 의해 SN-1 노두로 명명된 신녕 단층의 노두가 있다. 이 노두는 부산보건진료소(도로명주소: 영천시 신녕면 치산효령로 578-14) 남쪽의 신녕천 하상에 드러나 있다. 이 단층은 주향 북서 70°에 고각의 경사를 보이며 경상 누층군 점곡층의 교호하는 사암과 미사암을 절단한다. 약 1.5 m 폭의 단층핵은 담청색의 단층비지 및 응집력 없는 단층각력들로 구성된다. 남쪽의 단층손상대 내에는 수 센티미터의 수평 변위량을 가지는 북동 75° 방향의 소규모 부차 단층과 방해석맥으로 충전된 소규모 단열들이 관찰된다. 운동 감각은 북동-남서 방향의 최대수평응력을 지시한다.

### 신녕 환상단층 (고노산 환상단층)
신녕 환상단층(가음 단층대의 신녕 단층과 다르다) 또는 고노산 환상(環狀)단층은 영천시 화북면 자천리의 봉림산(698.1 m) 부근에서 신녕면 연정리 소재 노고산(557 m)과 신녕면 화남리를 지나 군위군 의흥면 원산리로 이어지는 반환형(半環形)의 단층이다.

### 삼포 단층
삼포 단층(三浦 斷層, Sampo Fault)은 영천시 고경면 삼포리를 중심으로 북동 40°방향으로 발달하는 수직 단층으로 삼포리에서 임고면 수성리를 지나 포항시 기계면 봉계리로 이어진다. 이 단층선을 경계로 동쪽에 분포하는 대구층의 층리는 북동 20~30°주향에 북서 10~30°의 경사를 보이지만 단층 서쪽의 대구층은 북서 50~70°주향에 남서 20~38 또는 남서 5~10°의 상이한 경사를 보인다.

### 자양천 단층
자양천 단층은 영천호 주변, 자양천(자호천)을 따라 북동 30°주향으로 발달하는 단층이다. 북동쪽으로 자양면 용산리 부근까지는 추적되지만 그 이상의 연장은 확인할 수 없다. 이 단층의 확인은 371 m 고지 연변의 계곡 밑바닥에서 발달된 전단대(shear zone)와 퇴적암체에서의 층리 변화 및 암상의 변화에 의한 것이다. 삼귀동 향사, 노항동 배사 습곡 구조는 이 단층으로 인해 더 이상 서쪽으로 연장되지 않고 단절되며 단층 서쪽 대구층의 지층 구조는 동부와 달리 교란되어 있다. 암상(巖相)도 서쪽 지괴에서는 하부층에서 볼 수 있는 자색 셰일층이 발달한다.

## 지하자원과 광산
영천시 내에는 안산암, 화강암 등이 관입하여 생겨난 열수광화대(熱水鑛化帶)가 여러 곳 존재한다. 대표적인 예로 자양면 보현리와 포항시 죽장면 일광리를 잇는 폭 400 m, 연장 4 km의 보현동 광화대, 자양면 용산리와 충효리 간의 폭 300 m, 연장 3 km, 북동향의 용산동 광화대 등이 있다. 

### 배이터광산
배이터광산은 임고면 수성리 남동측 계곡 또는 천장산(696.3 m) 동쪽 1 km 지점에 위치하며 노두에서 볼 때 북동 50°주향, 폭 20~30 cm의 유화(硫化) 광맥들이 확인된다. 석영에 수반되는 주 광물은 황동석이고, 황철석이 다량 함유되어 있다. 금, 은, 동을 채굴한 광산이다.

### 삼계광산
삼계광산은 고경면 삼포리에 위치하며 광체는 혼펠스화된 셰일 중에 배태된 북동 40° 주향의 함금(含金)석영맥이다.

### 삼성-대원광산
삼성광산과 대원광산은 영천시 고경면 오룡리와 삼포리 부근인 삼성산(591.5 m) 북서쪽 능선부에 위치한다. 두 광산은 동일 광상의 동일 암맥들을 연장부에서 각각 개발하고 있는데 북쪽이 삼성광산, 남쪽이 대원광산에 해당한다. 광상(鑛床)은 혼펠스화된 셰일 및 사질 셰일 암체 중에 발달한 파쇄대를 충전한 여러 조의 평행한 함금(含金) 유화(硫化) 광맥들로 이루어진다. 광산의 채굴 대상 광물은 금과 은이다. 유화 광맥에 수반되는 광물은 황동석, 방연석(方鉛石), 황철석 및 유비철석(硫砒鐵石) 등의 금속 광상을 비롯하여 석영, 방해석 등의 광물들이다.

## 같이 보기
- 한국의 지질
- 경상 누층군
- 영천시